# Букова (округ Трнава)
Букова (словац. Buková) — село, громада округу Трнава, Трнавський край. Кадастрова площа громади — 24.29 км².
Населення 662 особи (станом на 31 грудня 2020 року).

## Географія
Протікає потік Грудки.

## Історія
Букова згадується 1256 року.

## Населення
| Рік:            | 1994. | 2004.   | 2014.   | 2024.   |
| --------------- | ----- | ------- | ------- | ------- |
| Кількість осіб: | 708   | 664     | 662     | 667     |
| Різниця:        |       | -6,21 % | -0,30 % | +0,75 % |

| Рік:            | 2023. | 2024.   |
| --------------- | ----- | ------- |
| Кількість осіб: | 670   | 667     |
| Різниця:        |       | -0,44 % |